# 범물동
범물동(凡勿洞)은 대구광역시 수성구의 법정동이다. 행정동으로는 범물1동·범물2동으로 나뉜다.

## 연혁
- 1938년 10월 1일 달성군 수성면에서 대구시로 편입
- 1963년 1월 1일 구제 실시로 대구시 동구 범물동
- 1980년 4월 1일 대구시 수성구 범물동
- 1995년 1월 1일 대구광역시 수성구 범물동
- 1996년 1월 1일 대구광역시 수성구  범물1동, 범물2동(분동)

## 교육
범물1동
- 대구범물초등학교
- 대구복명초등학교
- 범일중학교

범물2동
- 대구범일초등학교
- 범물중학교

## 아파트
| 단지명            | 건설사     | 시행사         | 주소                 | 입주       | 비고 |
| ----------------- | ---------- | -------------- | -------------------- | ---------- | ---- |
| 범물 보성송정타운 | ㈜보성     | ㈜보성         | 수성구 지범로46길 43 | 1995년 9월 |      |
| 범물 우방미진타운 | ㈜우방     | ㈜미진주택건설 | 수성구 지범로 290    | 2000년 2월 |      |
| 범물 청림타운     | ㈜현대주택 | ㈜현대주택     |                      | 1999년 7월 |      |